# Сонм белых княжон
«Сонм белых княжон» — фильм классика советского и российского документального кино Николая Обуховича о семье последнего русского императора Николая II. 
 В фильме используются подлинные письма, дневники, рисунки цесаревича Алексея, фотографии снятые самим Императором, императрицей Александрой Фёдоровной и их дочерьми, а также кинохроника царской семьи.

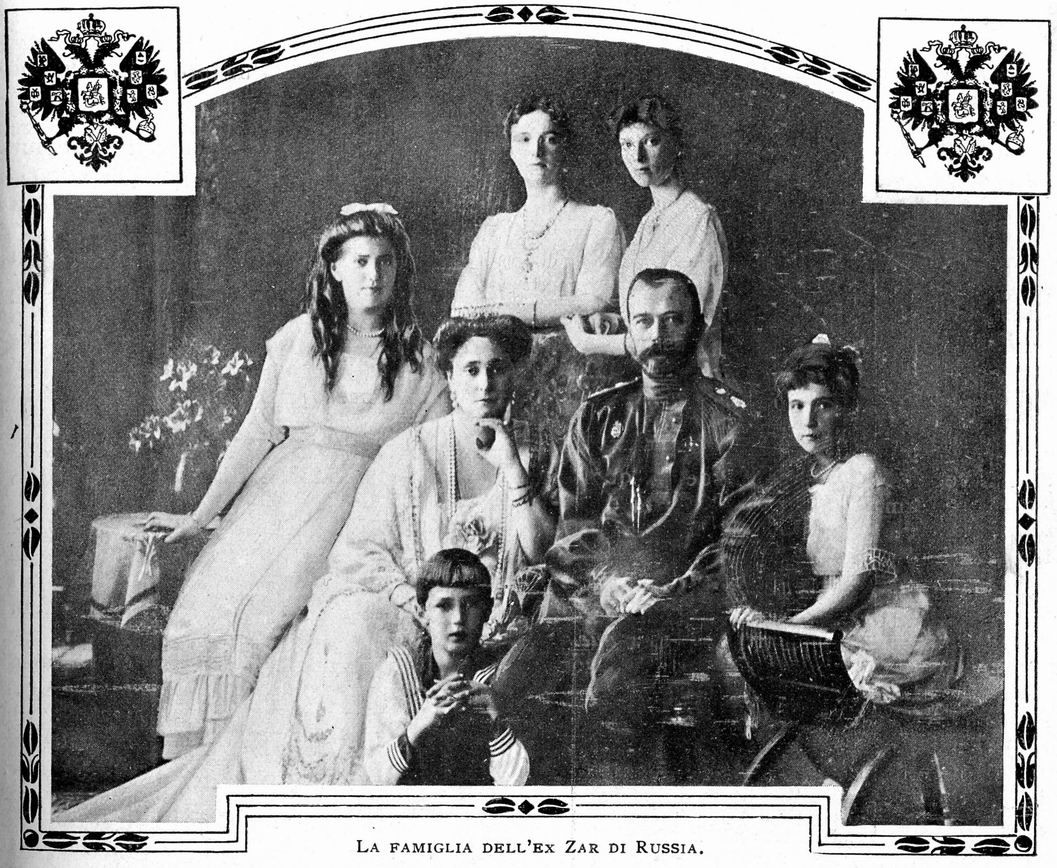
Семья Романовых в 1917 году

На общероссийском канале «РТР» фильм демонстрировался под искажённым названием «Сонм белых княжен».

## Сюжет
8 апреля 1894 года молодая принцесса Гессен-Дармштадтского герцогства Алиса, к великой радости наследника российского престола великого князя Николая Александровича, даёт согласие принять православие и стать его женой.
Своеобразная семейная летопись воссоздаётся средствами документального кино и оригинальной музыкой О. Каравайчука.

## Письма и дневники читают
- Людмила Максакова — за Александру Фёдоровну
- Борис Плотников — за Николая II
- Нина Тобилевич — за Ольгу Николаевну
- Ирина Гаврилова — за Татьяну Николаевну
- Юлия Тархова — за Марию Николаевну
- Инга Ильм — за Анастасию Николаевну

## Съёмочная группа
- Автор сценария — Татьяна Александрова
- Режиссёр — Николай Обухович
- Композитор — Олег Каравайчук
- Оператор — Юрий Клименко
- Звукорежиссёр — Иван Воронин
- Монтаж — Ольга Назарова
- Оператор комбинированных съёмок — Григорий Зайцев
- Продюсер — Александр Васильков, Елена Имамова

## Участие в фестивалях
Фильм — участник III Международного кинофестиваля документальных, короткометражных игровых и анимационных фильмов «Послание к человеку» в 1993 году:

Обухович превозмог неигровой кинематограф. У него все живёт, как рояль у Каравайчука: фотографии, хроника, закадровый текст, титры.
— Ольга Хрусталёва, из пресс-релиза III МКФ «Послание к человеку»

 Серия показов состоялась в 2013 году, когда отмечалось «400 лет Дома Романовых».

## Критика
П. Коган: Ну назовите мне хоть одну заметную картину режиссёров моего поколения! Если начистоту — ничего не назовёте.
Л. Калгатина: А «Сонм белых княжон»? Что касается концепций и «идеологии» — можно спорить, но ведь в пластическом решении это очень интересный фильм.
П. Коган: Николай Обухович — плоть от плоти нашей студии, но, перейдя на «Мосфильм», он оказался без воздуха. Эта картина о царской семье во многих отношениях прекрасна, в ней есть мастерство, изобретательность и тонкость, присущие Обуховичу. Но фильм не растёт и не меняется в смысловых и изобразительных решениях.
 Все мы, выросшие на Ленинградской студии документальных фильмов, сформировались в студийной атмосфере. И у нас сложилась уникальная обстановка и атмосфера, и если кто-то покидал её — ни у кого ничего на стороне не получалось.
 На «Мосфильме» Обухович оказался один. Думаю, это тоже повлияло на художественный результат. «Сонм белых княжон», повторю, замечательная во многих смыслах работа, но её подвела драматургия.— режиссёр Павел Коган в разговоре с Ларисой Калгатиной о документально кино — журнал «Искусство кино», 1993

…недооценённый «Сонм белых княжон» — не столько о семейной жизни последних Романовых, сколько о времени, превращающем трагедию в кич.
— Андрей Шемякин, «Новейшая история отечественного кино», 2001